# Alfaro (peces)
Alfaro es un género de peces actinopeterigios de agua dulce, el único género de la tribu monotípica Alfarini de peces poecílidos. El nombre de este género se puso en honor de Anastasio Alfaro, célebre zoólogo de la sección de Historia Natural del Museo Nacional de Costa Rica.
Estos peces se distribuyen únicamente por ríos de América Central.

## Especies
Existen dos especies reconocidas en este género:
- Alfaro cultratus (Regan, 1908)
- Alfaro huberi (Fowler, 1923)